# Rolls-Royce Phantom Royale
Rolls-Royce Phantom Royale – samochód osobowy klasy ultraluksusowej produkowany pod brytyjską marką Rolls-Royce w latach 1995 – 1997.

## Historia i opis modelu
W połowie lat 90. sułtan Brunei Hassanal Bolkiah był ważnym klientem Rolls-Royce'a, zlecając brytyjskiej firmie budowę kilku unikatowych projektów na jego wyłączne zamówienie. Najbardziej oryginalnym z nich była duża limuzyna Phantom Royale, która podobnie jak inny unikatowy model Phantom Majestic wykorzystała słynną nazwę Phantom wycofaną w 1990 roku z regularnego użytku. 
W celu budowy Rolls-Royce'a Phantoma Royale brytyjska firma nawiązała współpracę z włoskim studiem projektowym Pininfarina, które nadało masywnej limuzynie futurystyczne i awangardowe proporcje wykraczające poza wygląd ówczesnych konstrukcji firmy. Samochód zyskał smukłą sylwetkę z podłużnym, szpiczastym tyłem, nisko osadzonymi reflektorami i zaakcentowaną chromowaną atrapą chłodnicy. Phantom Royale był 7-miejscową limuzyną, która opracowana została na wydłużonej platformie Bentleya Continental R.
Do napędu Rolls-Royce'a Phantoma Royale wykorzystane zostały różne jednostki napędowe. Pierwsza seria zbudowana przez Pininfarinę otrzymała 6,75 litrowe V8 o mocy 304 KM, które pochodziło z modelu Silver Spur. Późniejsza seria wyprodukowana przez Bertone posłużyła się z kolei mocniejszą jednostką o mocy 324 KM, którą tym razem zapożyczono z bardziej sportowego Bentleya Turbo R.

### Sprzedaż
Rolls-Royce Phantom Royale powstał na wyłączne zamówienie sułtana Brunei. Hassanal Bolkiah zamówił łącznie 6 sztuk unikatowej limuzyny, które produkowano między 1995 a 1997 rokiem. Pierwsza seria wyprodukowana została przez Pininfarine we włoskim Turynie, z kolei wytwarzaniem drugiej i ostatniej zajęła się inna firma z tego miasta, Bertone.

### Silniki
- V8 6,75 l 304 KM
- V8 6,75 l 324 KM